# کلرید امریسیم (III)
کلرید امریسیم(III) (به انگلیسی: Americium(III) chloride) یک ترکیب شیمیایی است. شکل ظاهری این ترکیب، بلورهای مات قرمز روشن است.